# Mauricio Ochmann
Mauricio Ochmann (né le 15 septembre 1977 à Washington) est un acteur mexicain, connu pour avoir joué Ignacio Reyes dans la telenovela Frijolito. Il est actuellement marié et père de deux enfants.

## Filmographie

### Telenovelas
- 1998-1999 : Azul tequila : Santiago Berriozábal
- 1999-2000 : Háblame de amor : Maximiliano Toledo
- 2001-2002 : Como en el cine  : Javier Borja / Joaquín "Joaco" Borja
- 2003-2003 : Mirada de mujer, el regreso :  José Chacón
- 2005 : Amarte así, Frijolito : Ignacio Reyes
- 2006 : Marina : Ricardo Alarcón Morales
- 2007 : Dame chocolate : Fabián Duque
- 2007-2008 : Victoria  : Jerónimo Acosta
- 2009 : Los Victorinos[1] : Victorino Mora
- 2010 : El Clon : Lucas Ferrer / Diego Ferrer / Daniel Padilla
- 2011 : El sexo débil : Julián Camacho
- 2012 : Rosa diamante : José Ignacio Altamirano
- 2013-2015 : El señor de los cielos : José María "El Chema" Venegas Mendivil
- 2016 : El Chema : José María "El Chema" Venegas Mendivil

### Cinéma
- 1999 : Message in a Bottle : Chico
- 2003 : Ladie's Night :  Desflorador
- 2004 : 7 mujeres, 1 homosexual y Carlos : Carlos
- 2005 : Corazón marchito : Él
- 2005 : Tres : Carlos
- 2005 : Ver, oír y callar : Alberto Bravo
- 2015 : A la mala  :  Santiago
- 2017 : Hazlo como hombre : Raúl[2]
- 2020 : Apprenti papa : Álex

### Séries de télévision
- 2000 : Thats Life : Samuel
- 2003 : Lo que callamos las mujeres
- 2007 : Decisiones :  Federico
- 2012 : Capadocia :  Iker
- 2016 : Easy : Martin (1 épisode)

### Théâtre
- 2013 : Cuatro XXXX
- 2011 : La dama de las camelias
- 2010 : Veintidós Veintidós
- 2004 : El graduado
- 2000 : Equus : Alan. Vips Prod[3].
- Sueños de juventud : Carlos. Casa de la Cultura
- Profanación - Protagoniste. Pocholos Productions
- Médicos a palos - Bartolomé. Panamericano Theatre
- La dama del alba : Protagoniste. Theatre Manuel C.
- El juicio - Juez. théâtre Manuel C.
- Las damas de las camelias. théâtre Ofelia.
- 22.22. théâtre Ofelia.